# Сыновья муллы
«Сыновья муллы» — трёхактная пьеса русского писателя М. А. Булгакова о конфликте между двумя братьями-ингушами — белогвардейцем Магомедом и революционером Идрисом, написанная в конце апреля 1921 года во Владикавказе. Премьера состоялась 15 мая 1921 года там же в Первом советском театре и была поставлена местной ингушской труппой. Пьеса снискала большой успех. После получения гонорара Булгаков выехал 26 мая в Тифлис через Баку. После его отъезда пьесу ещё неоднократно ставили во Владикавказе и в Грозном, а в 1930 году был опубликован перевод на осетинский язык Б. И. Тотрова. В дальнейшем пьеса ставилась осетинскими самодеятельными театральными коллективами.
Процесс создания пьесы описан Булгаковым в повести «Записки на манжетах» (1922—1923) и в рассказе «Богема» (1925), в которых писатель дал произведению отрицательную оценку. По свидетельству самого писателя, соавтором был юрист Т. М. Пензулаев, который выступал как этнографический консультант, снабжая его сведениями о быте горцев. Существуют версии, что соавтором был А.-Г. С. Гойгов или Б. Р. Бёме. Последняя версия была отвергнута литературоведами. По приезде в Москву в сентябре 1921 года Булгаков уничтожил рукопись пьесы, однако сохранился суфлёрский экземпляр русского текста, находящийся ныне в архиве Булгакова в Отделе рукописей РГБ. «Сыновья муллы» — единственная сохранившаяся владикавказская пьеса Булгакова.
Хотя в своих произведениях Булгаков критически отзывался о пьесе, литературоведы давали ей более высокую оценку с этнографической точки зрения, отмечая точность изображения ингушского быта; исследователи подчёркивали методы, использованные автором, чтобы затронуть актуальные вопросы того времени. Некоторые темы и концепции пьесы в дальнейшем были развиты в других произведениях Булгакова, в том числе в романе «Мастер и Маргарита».

## История написания

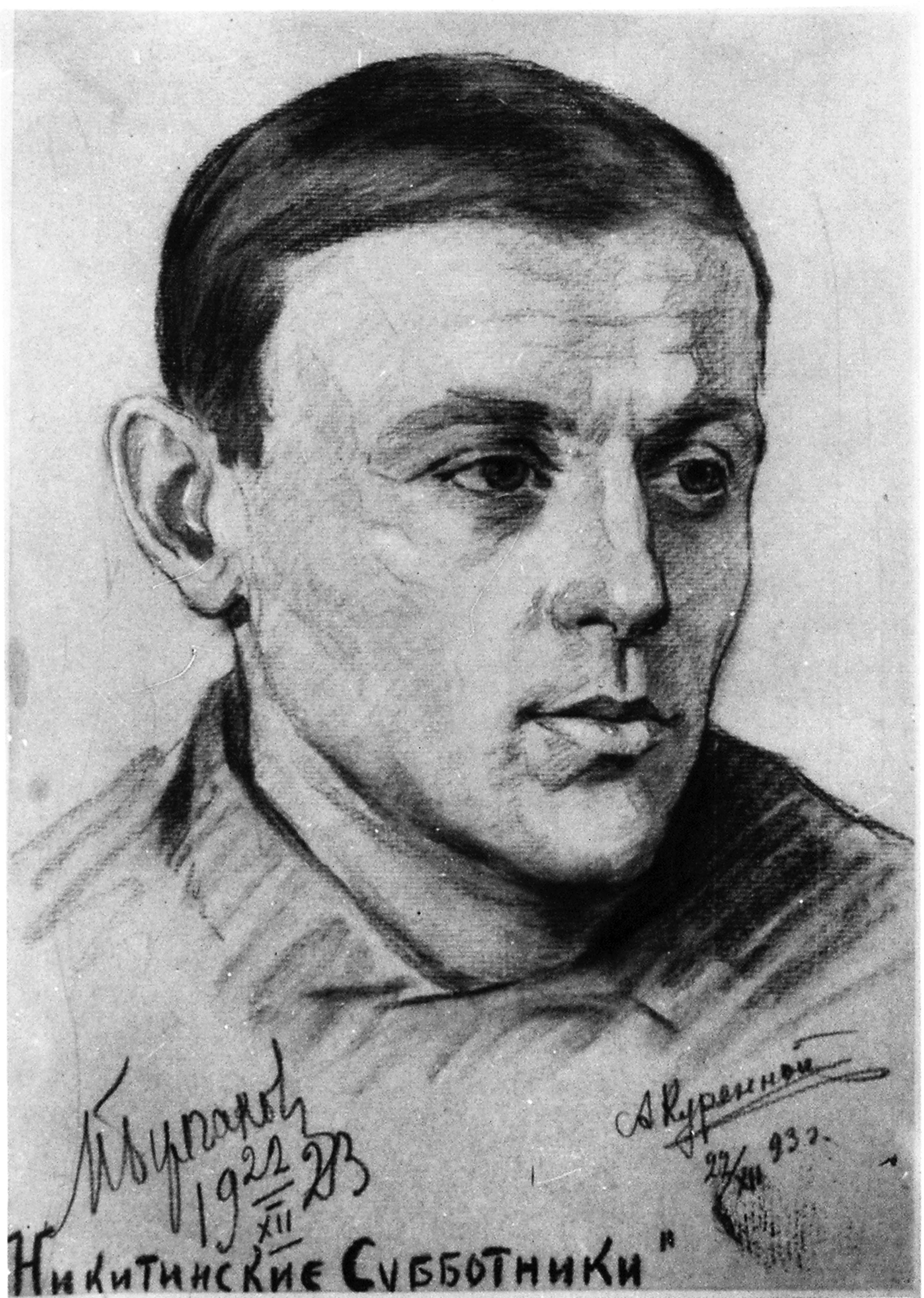
Александр Куренной. Портрет Булгакова, 1923

М. А. Булгаков написал пьесу «Сыновья муллы» в конце апреля 1921 года. В работе ему помогал М. Т. Пензулаев, который снабжал писателя сведениями о жизни горцев. Возможно, соавтором Булгакова был А.-Г. С. Гойгов. В. А. Чеботарева высказывала мнение, что соавтором был адвокат Б. Р. Бёме из Владикавказа; это мнение было отвергнуто литературоведами. У литературоведов нет мнения, почему Булгаков в своей ранней прозе уделил много внимания своему соседу Пензулаеву, назвав его соавтором. В осетинском переводе 1930 года и суфлёрском экземпляре пьесы, обнаруженном в Грозном в 1960 году, автором пьесы указан только Булгаков. Возможно, что, согласно договору, М. Т. Пензулаев выступил как консультант по этнографическим вопросам и получил половину гонорара, а представление его полноправным соавтором было сделано М. А. Булгаковым ради колоритного литературного преувеличения. В противном случае, при строгом отношении советских законов к вопросам авторства, лишение литературного помощника права поставить на титуле произведения своё имя было бы невозможно (даже учитывая факт уничтожения М. А. Булгаковым всех своих владикавказских пьес).
Литературовед Б. В. Соколов передаёт слова первой жены Булгакова Т. Н. Лаппы, согласно которым тот работал над пьесой у Пензулаевых. Т. Т. Мальсагова также писала: «По-моему, соавтором Булгакова был некто Пензулаев, дагестанец по происхождению, юрист». В то же время из других источников следует, что воспоминания Лаппы об этом периоде были обрывочными, и в другом случае она говорила, что соавтор был «из местных. Ингуш… Или осетин… Ингуш, кажется. Писали у нас дома. И у него тоже…». Б. В. Соколов не располагал сведениями, встречались ли Булгаков и Пензулаев в Москве. Однако, по его оценкам, Булгаков Пензулаева не забыл: директор Театра Варьете Степан Лиходеев, персонаж романа «Мастер и Маргарита», в ранних редакциях назывался Гарасеем Педулаевым, а нечистая сила переместила его не в Ялту, а во Владикавказ. Только в последней редакции романа (с 1937 года), персонаж был перемещён в Ялту и стал Стёпой Лиходеевым. Это было сделано ввиду того, что Булгаков узнал о смерти Пензулаева и посчитал неудобным наделять сатирический персонаж его чертами.
Процесс создания пьесы Булгаков описал в повести «Записки на манжетах» (1922—1923) и в рассказе «Богема» (1925). В повести говорится, что «помощник присяжного поверенного» (Пензулаев) пришёл к Булгакову и настаивал на создании пьесы, чтобы получить деньги. Булгаков ответил ему, что ничего не может написать из туземной жизни — ни революционного, ни контрреволюционного — так как он не знает местного колорита. Испытывая в это время разочарование в своём литературном даре, он заявил гостю, что устал и вообще вряд ли способен писать. Пензулаев ответил, что это пустяки и он поможет написать пьесу, снабдив сведениями о местном быте, который он знает «насквозь». Он также обещал, что деньги от пьесы они поделят пополам. После этого началась совместная работа над пьесой. Пензулаев подсказывал Булгакову характерные имена и разъяснял местные обычаи, а тот придумывал сюжет. Пензулаев, по словам Булгакова, тоже работал над сюжетом, и даже его жена помогала соавторам советами. По воспоминаниям Булгакова, он пришёл к выводу, что они оба гораздо более способны к литературной работе, чем он сам, но зависти не испытывал, так как твёрдо решил в тот момент покончить с писательством по завершении пьесы. Вся работа над произведением заняла семь дней.
В рассказе срок написания указан чуть больший: семь с половиной дней, а роль М. Т. Пензулаева как консультанта была охарактеризована несколько иначе: «Но Пензулаев назубок знает туземный быт, если конечно, бытом можно назвать шашлычные завтраки на фоне самых постылых гор, какие есть в мире, кинжалы неважной стали, поджарых лошадей, духаны и отвратительную, выворачивающую душу музыку».

## Сюжет

### Обстановка
В период становления Советского государства большинство «революционных» пьес обращалось к событиям Октябрьской революции 1917 года. Б. В. Соколов предполагал, что, в нарушение устоявшегося приёма, фоном для пьесы «Сыновья муллы» стала другая революция — Февральская. российскую власть, и именно февральские события оказывают значительное влияние на судьбу одного из героев — Идриса. Вместе с тем он отмечал, что в статье 1919 года «Грядущие перспективы» Булгаков критикует Февральскую революцию, возлагая на неё вину за установлении власти большевиков и за «безумство мартовских дней». По мнению Соколова, трудно определить, изменились ли за полтора года взгляды Булгакова или он просто адаптировался в пьесе к местной обстановке. Однако литературовед И. А. Дахкильгов считал, что в пьесе речь идёт об Октябрьской революции.

### Персонажи
Протагонист пьесы — революционер Идрис, сын муллы Хассбота. Он принадлежит к «положительным» персонажам. В пьесе все «положительные» герои — мулла Хассбот, его сыновья студент-революционер Идрис и офицер Магомед, друг Идриса Юсуп и другие — представляют местное ингушское население. В числе «отрицательных» персонажей — служащие царской власти начальник полицейского участка, подчинённые ему стражники, а также ингушский старшина селения — Магомет-Мирза. Прототипом главного героя И. Дахкильгов называет Идриса Зязикова, Али — Али Горчханова, а Юсупа — Юсупа Албогачиева.

### Основной сюжет
Пьеса рассказывает о конфликте между двумя братьями-ингушами — белогвардейцем Магомедом и революционером Идрисом.
К мулле Хассботу приезжает в отпуск старший сын-офицер — Магомед. Он хочет жениться на понравившейся ему девушке Аминат, в честь чего устраивают празднество с гармонью и танцами. Одновременно приезжает и другой сын муллы — Идрис, студент, но не на каникулы, а по каким-то тайным делам. Любовную коллизию пьесы усложняет то, что родственники девушки запросили очень большой калым. Рассчитывая на отказ, они хотят отдать дочь за богатого шейха. Девушку нельзя увезти, потому что это повлечёт за собой кровную месть родственников и конфликт с самим шейхом. Пока ситуация накаляется, приезжает друг Идриса — оборвыш Юсуп, который скрывается от российских властей в горах. Выясняется, что и Идрис убежал из Москвы, он член большевистской партии, и у властей есть ордер на его арест. Юсуп рекомендует ему тоже уходить в горы. Вместо этого Идрис разворачивает деятельность в собственном селе, собирая у себя ингушей и занимаясь их просвещением.
В концовке пьесы в дом Хассбота приходят представители власти арестовать Идриса, но на место прибывает Юсуп и сообщает, что в городе установлена Советская власть и что в России произошла революция. Идриса освобождают, а пристава и старшину Магомет-Мирзу арестовывают. Последний, как и стражники, будучи ингушом, чудом исправляется, и его прощают. Идрис рекомендует своему брату Магомеду перейти на сторону Красной армии. Магомед срывает эполеты и присоединяется к брату. Мулла Хассбот признаёт правоту Идриса.

## Художественные особенности
В пьесе драматические коллизии легко разрешаются. Образы Идриса, Хассбота, Магомеда схематичны. Литературоведы Х. Ш. Точиева и Э. Х. Далиева отмечали, что, хотя пьеса имеет наивно-революционный характер, она всё же показывает образы горцев-ингушей, со свойственными им темпераментом и сложным укладом жизни: идти против таких вековых традиций, как кровная месть, религиозных догм и воли старших особенно сложно. По мнению литературоведов, шейхи и муллы держат, в первую очередь, свою семью в «духовной кабале». Таковым является и мулла Хассбот, который не в состоянии понять интересов своего сына Идриса. Они добавляют, что, хотя Булгаков не смог полностью показать сложные и глубокие противоречия у горцев, он удачно осветил динамику быстрых изменений. На пьесе сказался интерес русского писателя к типам горцев, их социальным и нравственным конфликтам.
Б. В. Соколов затруднялся определить, насколько соответствует взглядам Булгакова озвученная в пьесе поддержка права народов на национальное самоопределение, которая отражается в лозунге «Да здравствует свободная Ингушетия!» и словах о необходимости «защищать свободу Ингушетии». Для сравнения, в «Грядущих перспективах», романе «Белая гвардия» и пьесе «Дни Турбиных» писатель был категорически против отделения Украины от России. Соколов высказывал предположение, что за полтора года пребывания на Северном Кавказе Булгаков убедился, что кавказские народы очень сильно отличаются от русских в культурном, социальном и психологическом отношении и вследствие этого отделение их от России не может нанести последней вреда. В то же время исследователь не исключал, что слова о свободе Ингушетии предназначались лишь для местной публики.
По словам Соколова, на момент постановки пьесы театральная публика Владикавказа была непритязательной, что позволяло ей легче воспринимать некоторую мифологичность, присутствующую в произведении. Эта мифологичность не радовала Булгакова, который иронически описал её в «Записках на манжетах». Писатель учёл опыт пьесы и в пьесе «Багровый остров» (1927) также наделил чертами мифа «революционную» пьесу драматурга Дымогацкого, заставив отрицательных персонажей в конце раскаяться и переродиться.
В обликах муллы Хассбота и его сына офицера Магомета Соколов находит первые отсылки к теме отношения интеллигенции к революции; этот мотив на другом художественном уровне фигурирует в пьесах «Дни Турбиных» (1926) и «Бег» (1928).
Конфликт между сыновьями муллы и между муллой и его сыном Идрисом, на котором построена драма, фактически так и не состоялся. Магомед неодобрительно сказал Идрису: «Ты, значит, революцией занимаешься? Смотри, ты очень рискуешь. Всё это может плохо кончиться для тебя». В этих словах литературовед Л. М. Яновская особо выделяет оговорку «для тебя». Позже, когда стражники арестовывают Идриса, Хассбот кричит сыну: «Спасибо тебе! Теперь я вижу, какой ты сын… Позор на мою седую голову!», а сельскому старейшине тут же шепчет: «А ты не мог предупредить, чтоб он успел скрыться! Хороший ты мне друг, нечего сказать». Булгаков не мог заставить в пьесе брата пойти на брата, а отца отречься от сына. Ненависть между сыновьями муллы Яновская сравнивала с ненавистью между Алексеем Турбиным и Николкой.
В пьесе фигурирует концепция, вышедшая на первый план в последнем романе Булгакова «Мастер и Маргарита». Друг Хассбота Али-хан обращается к сыну муллы: «Идрис, кто же теперь у нас будет начальником участка?», на что получает ответ Идриса: «Будет новая власть — все по-новому», — удивлённый Али-хан, комментирует так: «Не будет? Как же так? А, впрочем, лучше, если не будет. От них только одни несчастия и горе». Из данного серьёзного, но дополненного юмором диалога, по оценке Б. В. Соколова, в «Мастере и Маргарите» выросло наставление Иешуа Га-Ноцри о том, «что всякая власть является насилием над людьми и что настанет время, когда не будет власти ни кесарей, ни какой-либо иной власти. Человек перейдёт в царство истины и справедливости, где вообще не будет надобна никакая власть». Идрис, подобно Иешуа, предрекает будущее правление справедливости, где не будет богатых и бедных, и все люди будут равны. Он заявляет: «Бежать нужно только тогда, когда опасность уже настоящая и ничего против неё поделать нельзя, иначе поступают только трусы». Этот диалог сближает его с братьями Турбиными из романа «Белая гвардия» и пьесы «Дни Турбиных». Турбины, в отличие от Тальберга, не бегут от опасности при первых её проявлениях, а решительно встречают опасность и задумываются о спасении только тогда, когда всякое противостояние становится невозможным.
В противоположность многим другим пьесам на тему революции, Булгаков в пьесе призывал проявлять милосердие к представителям свергнутой власти. Так, Идрис обещает не допустить расправы даже над «отрицательным» начальником участка и гарантировать ему справедливый суд.

## Премьера

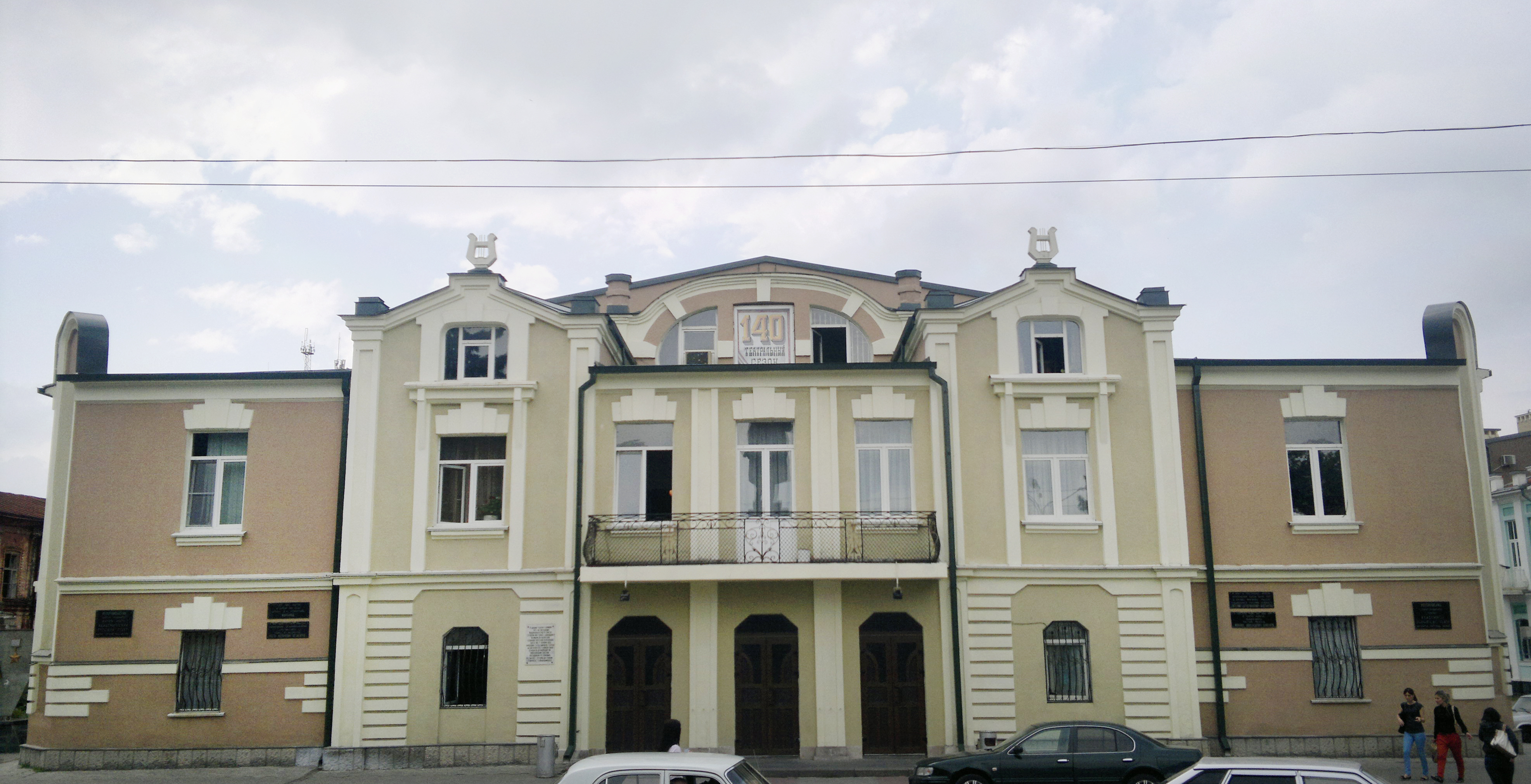
Академический русский театр имени Е. Вахтангова. Во время нахождения Булгакова во Владикавказе — Первый советский театр

Премьера состоялась в Первом советском театре города Владикавказа 15 мая 1921 года, то есть в день рождения Булгакова и его 30-летний юбилей. Он отпраздновал свой день рождения широко, устроив в театре банкет. Играли пьесу местные ингушские актёры, в том числе Т. Т. Мальсагова; постановку смотрели жители ингушских селений Базоркино, Насыр-Корт, Гамурзиево, Ангушт, Ахки-Юрт и Кескем.
Писатель Д. А. Гиреев вспоминал, что в день премьеры в театре был неудержимый и шумный поток зрителей, а на площади перед зданием театра стоял трёхметровый цветной плакат, где горец, одетый в черкеску и папаху, с поднятой рукой держал винтовку «Маузер». Афиша пьесы призывала: «Смотрите новую пьесу в 3-х актах из жизни ингушей „Сыновья муллы“: Отречемся от старого мира!!!» По приходе Гиреева все кресла в ложах, отделанные бархатом, а также в нижних ярусах и партере были давно заняты, а поток зрителей продолжался. По каменным ступеням, ведущим на галёрку, ходили местные красноармейцы, шумно уселись в проходах амфитеатра комсомольцы с вагоноремонтного завода и молодёжь Цеха пролетарских поэтов. На длинных деревянных скамьях, проставленных между первым рядом и сценой, уселись бывшие партизаны Ингушетии и Северной Осетии, участвовавшие в Гражданской войне, одетые в черкески, френчи, каракулевые папахи и потёртую кожаную обувь, а на поясах у них висели кинжалы и кобуры с револьверами-наганами. Над сценой висело полотнище с лозунгом: «Да здравствует новая пролетарская культура!»
Когда раздвинули занавес, на сцене предстала кунацкая муллы Хассбота, вызвавшая у зрителей одобрительный вздох. Однако чем дальше развивались события пьесы и чем острее становилась борьба с врагами ингушского народа на сцене, тем больше накалялись страсти и в зрительном зале. Апогея напряжение достигло, когда герой пьесы Идрис воскликнул: «Когда же настанет время, что мы уничтожим кровную месть, калым, всю эту тьму невежества и предрассудков! Когда ингуши поймут, что им нужна новая жизнь?» Вслед за этим появился начальник участка со стражниками и попытался его арестовать. В ответ зрители начали негодовать, они свистели, кричали, стучали об пол, вдруг прогремел выстрел, с потолка посыпалась штукатурка. Такой поворот событий Гиреев объяснял тем, что события на сцене остро воспринимала боевая публика, сама недавно воевавшая с контрреволюционерами и утверждавшая Советскую власть. Режиссёр не растерялся и в спешке вытолкнул из-за кулис друга Идриса Юсупа, который, несмотря на шум в зале, закричал: «Ингуши! Вы теперь свободны, как и весь народ. Вот приказ Ревкома. Вся власть в его руках!». Врагов коммунистов — начальника участка и стражников — увели со сцены, попутно избивая. Когда страсти стихли, зрители стали вызывать автора, и оказалось, что их двое.
Л. М. Яновская считала, что «вряд ли ещё когда-нибудь Булгаков был свидетелем такого полного и простодушного успеха своей пьесы». В повести «Записки на манжетах» он вспоминал:

В туземном подотделе пьеса произвела фурор. Её немедленно купили за 200 тысяч. И через две недели она шла.
В тумане тысячного дыхания сверкали кинжалы, газыри и глаза. Чеченцы, кабардинцы, ингуши, —  после того, как в третьем акте геройские наездники ворвались и схватили пристава и стражников, —  кричали:
— Ва! Подлец! Так ему и надо!
И вслед за подотдельскими барышнями вызывали: «автора!».
За кулисами пожимали руки.
— Пирикрасная пыеса!

И приглашали в аул…
Пьеса имела большой успех. 200 тысяч рублей гонорара соавторы разделили поровну. Этими деньгами Булгаков, как он описывает в «Богеме», распорядился следующим образом: «Семь тысяч я съел в 2 дня, а на остальные 93 решил уехать из Владикавказа». По словам Лаппы, существенная часть денег была потрачена на обязательный банкет, устроенный после премьеры пьесы.

## Дальнейшая судьба пьесы
После получения гонорара Булгаков выехал 26 мая в Тифлис через Баку. После его отъезда пьеса неоднократно ставилась ингушской труппой не только во Владикавказе, но и в Грозном. По словам Л. М. Яновской, зрители бурно аплодировали и от возбуждения даже стреляли в потолок. По приезде в Москву в сентябре 1921 года Булгаков уничтожил рукопись пьесы, однако в архиве Гойговых сохранился суфлёрский экземпляр русского текста, который в 1960 году был передан Т. С. Гойговой вдове Михаила Булгакова, Е. С. Булгаковой. Ныне экземпляр хранится в архиве Булгакова в Отделе рукописей РГБ. Таким образом, «Сыновья муллы» оказались единственной сохранившейся из владикавказских пьес Булгакова. Г. А. Гиреев считал ироничным тот факт, что пьеса, которую Булгаков оценивал как лучший образец «бездарности» и пытался уничтожить, всё-таки сохранилась, в отличие от других драматических произведений того же периода.
Пьеса была переведена на осетинский язык артистом Б. И. Тотровым и опубликована в осетинском журнале «Фидиуаг» за 1930 год, № 4. Тотров сократил пьесу, чтобы приспособить её к возможностям осетинского народного театра. В осетинском варианте «положительные» персонажи стали осетинами, а их имена заменили осетинскими; слово «ингуши» заменили на «горцы». Пьеса неоднократно ставилась в осетинских селениях и имела большой успех у зрителей тогдашнего культурного центра Осетии — селения Ардон. Муллу в этих постановках играл юный В. В. Тхапсаев, будущий народный артист СССР, который клеил бороду конторским клеем. Машинописная копия осетинского варианта до 1980 года хранилась в кабинете осетинской литературы Северо-Осетинского государственного университета им. К. Л. Хетагурова.

## Оценки
В повести «Записки на манжетах» Булгаков вспоминал, как он ночью перечитал пьесу в своей комнате и заплакал от бездарности пьесы — «это было нечто совершенно особенное, потрясающее! Что-то тупое и наглое глядело из каждой строчки этого коллективного творчества!». Художественному качеству пьесы Булгаков в рассказе «Богема» давал не менее суровую оценку, чем в «Записках на манжетах». Получив опыт работы в советском театре первой половины 1920-х годов, писатель уже не считал пьесу уникальной: «Если когда-нибудь будет конкурс на самую бессмысленную, бездарную и наглую пьесу, наша получит первую премию (хотя, впрочем… впрочем… вспоминаю сейчас некоторые пьесы 1921—1924 годов и начинаю сомневаться…), ну не первую — вторую или третью».
Г. А. Гиреев считал, что автор был излишнее строг по отношению к своей пьесе. По его мнению, в ней был интересный и жизненный сюжет, который автор сумел удачно выстроить. Булгаков затрагивал актуальные вопросы того времени: преобразование старого семейно-бытового уклада жизни горцев, борьбу с невежеством и отсталостью, установление личной и гражданской свободы, братства трудящихся. Для освещения этих сложных вопросов автор нашёл ёмкие конфликтные ситуации: он добавил в семью муллы Хассбота одного сына в качестве офицера, а другого в качестве студента-революционера. Эта обстановка неизбежно создавала в доме муллы острые политические конфликты, которые сливались в единый узел с бытовыми противоречиями. Действие развивалось энергично, а напряжение всё время нарастало и достигло своей кульминации в самом конце пьесы. Гиреев оценивал сюжет как сценичный, а большой успех пьесы объяснял актуальностью, силой политического характера и громкими монологами Идриса, а также яркими характерами и остротой сюжета. Во всём этом Гиреев видел авторский талант Булгакова.
Б. В. Соколов и И. А. Дахкильгов считали, что в пьесе точно в этнографическом плане показан быт ингушей. По мнению И. А. Дахкильгова, Булгаков немного «плакатно» описал образ ингушей «новой эпохи»; учёный отмечал, что «Сыновья муллы» более декларативны, чем другие театральные произведения Булгакова. Это обстоятельство Дахкильгов объяснял тем, что пьеса, как и другие тематически схожие драмы 1920-х годов, имела агитационный характер. Тем не менее Дахкильгов выделял из пьес того времени именно «Сыновей муллы»: это произведение было актуально для своего времени, и публика хорошо его воспринимала.
Л. М. Яновская полагала, что, несмотря ни на что, пьеса являлась характерной пьесой Булгакова, хоть ему и казалось, что он изменяет себе. Через громкие слова персонажей ясно пробивалась его скрытая мечта о мире и просвещении.

### Комментарии
1. ↑  После приезда в Москву в сентябре 1921 года М. А. Булгаков уничтожил рукопись пьесы'"`UNIQ--ref-0000001E-QINU`"''"`UNIQ--ref-00000020-QINU`"'.
2. ↑  Также встречаются и другие варианты написания имени: Хасбот'"`UNIQ--ref-00000035-QINU`"' и Хосбот'"`UNIQ--ref-00000037-QINU`"'.
3. ↑  В рассказе «Богема»: вызывали «авторов»'"`UNIQ--ref-0000006D-QINU`"'.

### На русском языке
- Абадиев Б. В. Театральное искусство // Ингуши / Отв.: ред. М. С.-Г. Албогачиева, А. М. Мартазанов, Л. Т. Соловьева; ИЭА РАН; ИнгГУ; Рец.: В. А. Дмитриев, С. И. Аккиева. — М.: «Наука», 2013. — С. 391—398. — 512 с. — (Народы и культуры). — ISBN 978-5-02-038042-4.
- Булгаков М. А. Сыновья муллы. Пьеса из жизни ингушей в трех актах // Литературная Ингушетия. — 2003. — № 3. — С. 84—100.
- Варламов А. Н. Михаил Булгаков. — М.: ЖЗЛ, 2008. — 840 с.
- Гиреев Д. А. Михаил Булгаков на берегах Терека : Док. повесть / Ред.: К. И. Бойцова. — Орджоникидзе : «Ир», 1980. — 140 с. : ил.
- Кусов Г. И., Дудаева З. С. Владикавказский период творчества М.А. Булгакова в исторической ретроспективе / СОГУ; Рец. Б. М. Розенфельд, С. Я. Плахтий, С. Р. Чеджемов. — Владикавказ: ИПЦ СОГУ, 2018. — 170 с. — ISBN 978-5-8336-0985-9.
- Ошаев Х., Шедродарова Г. Чечено-ингушский театр // История советского драматического театра. — М.: Наука, 1966. — Т. 2. — С. 427—429. — 472 с.
- Паршин Л. К. Чертовщина в Американском посольстве в Москве, или 13 загадок Михаила Булгакова / Предисл.: А. З. Вулис. — М.: Изд-во «Кн. палата», 1991. — 206 с. — (Попул. б-ка). — ISBN 5-7000-0299-Х.
- Патиев Я. Михаил Булгаков и его пьеса «Сыновья муллы» // Сердало  / Гл. ред.: Я. Патиев. — 2016. — 14 мая (№ 71). — С. 2.
- Соколов Б. В. О творческом пути Михаила Булгакова: Предисл. // Дьяволиада: Повести, рассказы, фельетоны, очерки / Булгаков М. А.; Сост.: И. А. Корявская. — Кишинёв: Лит. Артистикэ, 1989. — С. 3—14. — 608 с. — ISBN 5-368-00440-0.
- Соколов Б. В. Сыновья Муллы // Энциклопедия Булгаковская / А. Егазаров. — М. : «Локид»; «Миф», 1997. — С. 455—459. — 592 с. : ил. — («Ad Marginem»). — 5100 экз. — ISBN 5-320-00143-6.
- Точиева Х. Ш., Далиева Э. Х. Кавказ в эстетическом восприятии М. Б. Булгаков // Philology  / Отв. ред. Ж. А. Малышева. — Волгоград: «Scientific survey», 2022. — № 3 (39). — С. 17—23. — ISSN 2414-4452.
- Чудакова М. О. Жизнеописание Михаила Булгакова / Выступ. ст. Ф. А. Искандера; Ред. Е. Ю. Гениева [и др.]; Рец. С. Г. Бочаров. — М.: «Книга», 1988. — 492 с. — ISBN 5-212-00078-5.
- Яновская Л. М. Творческий путь Михаила Булгакова / Ред. Л. А. Шубин. — М.: «Советский писатель», 1983. — 318 с. — 20 000 экз.

### На ингушском языке
- Дахкильгов И. А. Ингушская художественная литература :  [ингуш.] = Гӏалгӏай говзаме литература / Рец.: М. Матиев, А. Евлоева. — Нальчик : ГП КБР РПК, 2009. — 608 с. : ил. — ISBN 978-5-9996-0018-9.